# Proerytroblast

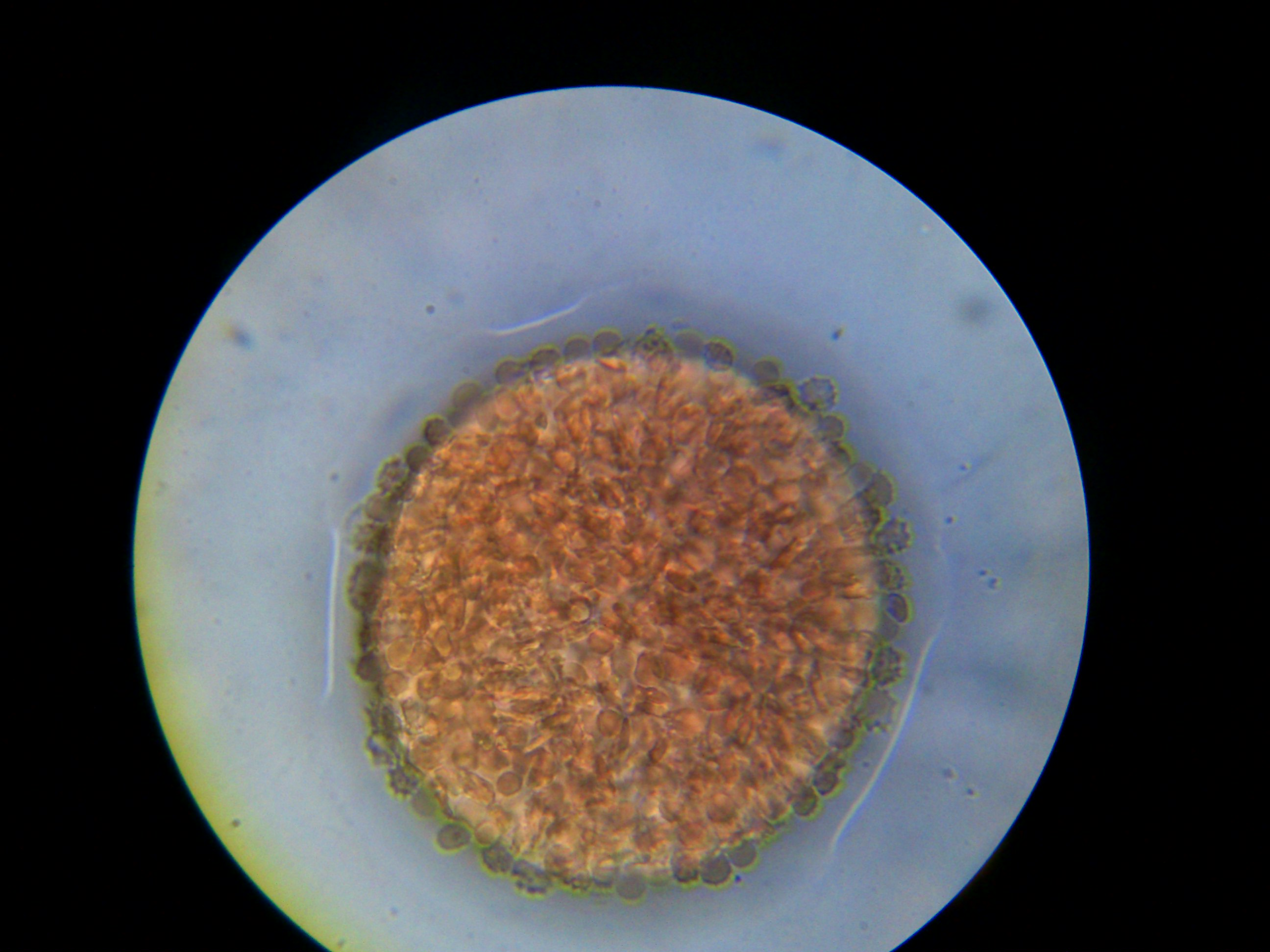
Proerytroblast

Proerytroblast, hemoblast, pronormoblast, makroblast – komórka linii erytrocytarnej powstająca z komórki macierzystej erytrocytów (CFU-E) podczas erytropoezy. Charakteryzuje się owalnym jądrem z luźną chromatyną, która zawiera silnie zasadochłonną cytoplazmę.
U człowieka to stadium erytropoezy istnieje około 30 godzin.